# Албрехт VI (Австрия)
Вижте пояснителната страница за други личности с името Албрехт VI.
Албрехт VI (на немски: Albrecht VI, Freigebige, der Verschwender, prodigus; * 18 декември 1418, Виена; † 2 декември 1463, Виена) от фамилията Хабсбурги, е последният херцог на Австрия (1446 – 1463) и ерцхерцог на Австрия от 1458 до 1463 г., на Ерцхерцогство Австрия над Енс (1458 – 1463) и на Ерцхерцогство Австрия под Енс (1462 – 1463).

## Живот
Той е по-малкият син на Ернст Железни (1377 – 1424), херцог на Щирия, и втората му съпруга Кимбурга от Мазовия(1394 – 1429). Неговият по-голям брат Фридрих е по-късният император Фридрих III (1415 – 1493).
Албрехт VI се жени на 10 август 1452 г. за Мехтхилд фон Пфалц (1419 – 1482), вдовица на граф Лудвиг I от Вюртемберг-Урах (1412 – 1450), дъщеря на курфюрст Лудвиг III от Пфалц от фамилията Вителсбахи (1378 – 1436) и Мехтхилд (Матилде) Савойска (1390 – 1438). Двамата нямат деца.
Под влияние на Мехтхилд, на 21 септември 1457 г. Албрехт VI основава университет във Фрайбург (Albert-Ludwigs-Universität Freiburg).
През 1453 г. император Фридрих III преобразува Херцогство Австрия чрез „Privilegium maius“ в ерцхерцогство. Албрехт VI има конфликт през 1457 г. с брат си за управлението на Австрия. През 1458 г. Албрехт VI успява да стане ерцхерцог.
Албрехт VI умира ненадейно на 2 декември 1463 г.
- Ерцхерцог Албрехт VI
- Мехтхилд фон Пфалц